# Francesco Carchidio Malavolti
Pour les articles homonymes, voir Malavolti.
Francesco Carchidio dei Malavolti (Faenza, 24 janvier 1861 - Kassala, 17 juillet 1894) était un soldat italien, avec le grade de capitaine (capitano).

## Biographie
Sa renommée est liée à deux événements:

Tout d'abord, il a été le premier Italien à reconnaître comme sien le fils illégitime qu'il avait eu d'une Erythréenne pendant son service militaire, faisant de lui un citoyen italien. Il s'agit de Michele Carchidio Malavolti, le premier italo-érythréen, né en 1891, élu héritier par testament en 1893, futur lieutenant-colonel (tenente colonnello). Son éducation et son instruction, son père étant mort entre-temps, sont assurées par sa tante paternelle, la comtesse Pazienza Laderchi Pasolini dall'Onda[pas clair].
Deuxièmement, il est devenu célèbre et fait partie de la culture populaire italienne de la première moitié du 20e siècle pour être mort vaillamment lors de la prise réussie de la ville soudanaise de Kassala (bataille de Kassala) le 17 juillet 1894, grâce à la défaite des Derviches du Mahdi, qui s'y étaient auparavant opposés avec succès aux attaques britanniques. La ville est vendue aux Britanniques le 25 décembre 1897, compte tenu des coûts élevés du maintien d'une garnison sur place et des faibles bénéfices.

« En l'honneur et à la mémoire des vaillants soldats morts sur le territoire de Kassala, précurseurs de la civilisation et de la culture européenne, luttant en hommes forts contre les Derviches. L'Italie, qui n'est pas indifférente aux siens et qui ne tarde pas à rendre hommage à la bravoure partout, le roi Umberto Ier et Ferdinando Martini ont fait construire ce monument en 1900 »

— traduction du latin de la plaque commémorative aux soldats italiens morts au combat, située à Kassala.

Toutefois, son souvenir est resté vivace : lorsque les Italiens ont repris Kassala en 1940, dans le cadre de la Seconde Guerre mondiale, Benito Mussolini a encouragé les troupes locales en rappelant la figure de Francesco Carchidio Malavolti, avec la phrase suivante : 

« L'ombre de Carchidio dei Malavolti vous attend à Cassala »

— Benito Mussolini dans une exhortation radiophonique
.

## Décorations
- médaille d'argent de la valeur militaire
- Parce qu'il était envoyé avec son escadron pour tenir en respect un parti de cavalerie ennemi, il le chargea et le dispersa, mais soudain entouré de forces écrasantes, après avoir soutenu un combat disproportionné et avoir touché plusieurs adversaires, il tomba transpercé de onze coups de lance, alors que, sabre au poing, il essayait de se frayer un chemin et d'insuffler un nouvel enthousiasme à ses employés. Cassala, le 17 juillet 1894.
- Septembre 1894

## Source
- (it) Cet article est partiellement ou en totalité issu de l’article de Wikipédia en italien intitulé « Francesco Carchidio Malavolti » (voir la liste des auteurs).